# HeroFestival
Le HeroFestival est un festival autour du thème des héros issus de tout univers de fiction : bande dessinée, cinéma, série télévisée, manga, comics, jeux vidéo, cosplay, etc. La première édition a lieu à Marseille en 2014.

## Histoire

### Covid-19
En 2020 et 2021, le festival est annulé à cause de la pandémie de Covid-19.

## Concept
L’événement se déroule autour d’un voyage culturel aux quatre coins du monde : l’univers asiatique, l’univers américain et l’univers européen. Il compte également un espace consacré aux jeux vidéo et aux nouvelles technologies.
L'univers Amériques, ou « Krypton » réunit les héros de science fiction de cinéma, des séries ou de comics américains. L'univers Asie, également appelé « Konoha », présente les traditions et la culture japonaises, et des personnages de mangas et d’anime. L'univers Europe ou « Brocéliande » regroupe bandes desinées, romans, cultures et mythologies d'origine européenne. Il abrite un village médiéval qui met en scène la culture médiévale, avec ses armures, son matériel d’époque, et propose aux visiteurs des jeux à thèmes médiévaux.
L'espace jeux vidéo et nouvelles technologies, « Ludopolis », présente les consoles dernières générations, une zone de Esport, du retrogaming, etc. En décembre 2018, Ludopolis a constitué un évènement à lui seul à La Ciotat.
Un nouvel univers, « Broadway », consacré aux arts du spectacle, du show et de la gastronomie à travers le monde, a été inauguré lors de la saison 9 du HeroFestival Marseille en 2023.

## Différentes éditions

### En France

#### Marseille
L'édition de 2014 se déroule du 8 au 9 novembre 2014 à Marseille Chanot.

L'édition de 2015 se déroule du 7 au 8 novembre 2015. Durant cette édition sont proposés des expositions sur l'univers américain avec notamment un village Star Wars, un univers asiatique (mangas) et un univers européen (village médiéval, BD franco-belge),.

Logo de la 5e édition à Marseille

L'édition de 2016 se déroule du 12 au 13 novembre 2016 au Palais des Congrés et des Expositions de la ville de Marseille.
L'édition de 2017 se déroule du 11 au 12 novembre 2017 à Marseille Chanot,.
L'édition de 2018 se déroule du 10 au 11 novembre 2018 à Marseille Chanot. Il accueille des invités comme Frankie Muniz.
L'édition de 2019 se déroule du 9 au 10 novembre 2019 à Marseille Chanot. L'édition accueille plusieurs invités comme Christopher Patrick Nolan, Emmanuel Karsen, Kenny Bee, Luka Peroš, Maïk Darah, Nathalie Karsenti Stanislav Ianevski ou Chantal Goya. Une exposition sur Albator est organisée.
L'édition de 2021 a lieu du 6 au 7 novembre 2021 à Marseille Chanot.
L'édition de 2022 a lieu du 5 au 6 novembre 2022 à Marseille Chanot. Parmi les invités se trouvent Holly Marie Combs, Brian Krause et Virginie Ledieu.
L'édition de 2023 a lieu du 11 au 12 novembre 2023 à Marseille Chanot.

#### Grenoble
Une édition se déroule à Grenoble du 6 au 7 mai 2017.